# Football Alliance (1889/1890)
Sezon 1889/1890 był pierwszym w historii rozgrywek piłkarskich Football Alliance, utworzonych jako konkurencja dla rozgrywek The Football League. 
Podobnie jak w przypadku swojego pierwowzoru, Football Alliance skupiało dwanaście klubów piłkarskich, głównie z regionów North West England oraz West Midlands, lecz również położonych bardziej na wschód miast Grimsby, Sheffield oraz Sunderland. Każdy z klubów rozgrywał z każdym z pozostałych zespołów dwa spotkania, jeden na własnym stadionie oraz jeden na stadionie przeciwnika. Za zwycięstwo przyznawano dwa punkty, zaś za remis jeden.
Ze względu na fakt, iż Football Alliance utworzyły kluby, które bez powodzenia wnioskowały o przyjęcie do The Football League, rozgrywki Football Alliance traktowano jako podrzędne wobec The Football League.
Pierwszym mistrzem rozgrywek został zespół The Wednesday.

## Tabela końcowa
| Poz. | Klub                   | M  | Z  | R | P  | Bramki | Pkt |
| ---- | ---------------------- | -- | -- | - | -- | ------ | --- |
| 1    | The Wednesday          | 22 | 15 | 2 | 5  | 70-39  | 32  |
| 2    | Bootle                 | 22 | 13 | 2 | 7  | 66-39  | 28  |
| 3    | Sunderland Albion      | 21 | 12 | 2 | 7  | 64-39  | 28  |
| 4    | Grimsby Town           | 22 | 12 | 2 | 8  | 58-47  | 26  |
| 5    | Crewe Alexandra        | 22 | 11 | 2 | 9  | 68-59  | 24  |
| 6    | Darwen                 | 22 | 10 | 2 | 10 | 70-75  | 22  |
| 7    | Birmingham St George's | 21 | 9  | 3 | 9  | 62-49  | 21  |
| 8    | Newton Heath           | 22 | 9  | 2 | 11 | 40-44  | 20  |
| 9    | Walsall Town Swifts    | 22 | 8  | 3 | 11 | 44-59  | 19  |
| 10   | Small Heath            | 22 | 6  | 5 | 11 | 44-67  | 17  |
| 11   | Nottingham Forest      | 22 | 6  | 5 | 11 | 31-62  | 28  |
| 12   | Long Eaton Rangers     | 22 | 4  | 2 | 16 | 35-73  | 10  |